# Dosso

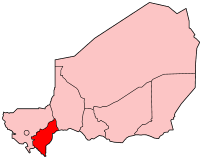
Läge i landet.

Dosso är en av Nigers sju regioner. Regionen hade 1 505 864 invånare år 2001, på en yta av 31 002 km².  Regionens huvudstad är Dosso.

## Administrativ indelning
Regionen är indelad i fem departement:
- Boboye
- Dogondoutchi
- Dosso
- Gaya
- Loga